# Ruta CH-60
La Ruta 60-CH es una carretera chilena que abarca la Región de Región de Valparaíso en el Valle Central de Chile. Se divide en tres secciones, iniciando en Valparaíso y finalizando en Los Andes. El Tramo Villa Alemana - Quillota- La Calera, La Calera-Los Andes corresponde a la Concesión Autopista Los Andes. Luego de Los Andes asciende la cordillera para terminar en el Túnel Internacional Cristo Redentor, continuándose en Argentina como Ruta Nacional 7 la cual termina en Buenos Aires. En el tramo de Valparaíso se le conoce como Camino la Pólvora o acceso sur. En el Tramo Interurbano Concón, Viña del Mar, Valparaíso, corresponde a la Autovía Las Palmas o comúnmente llamada Vía Las Palmas además del tramo comúnmente llamado Autopista Troncal Sur.

## Áreas Geográficas y Urbanas

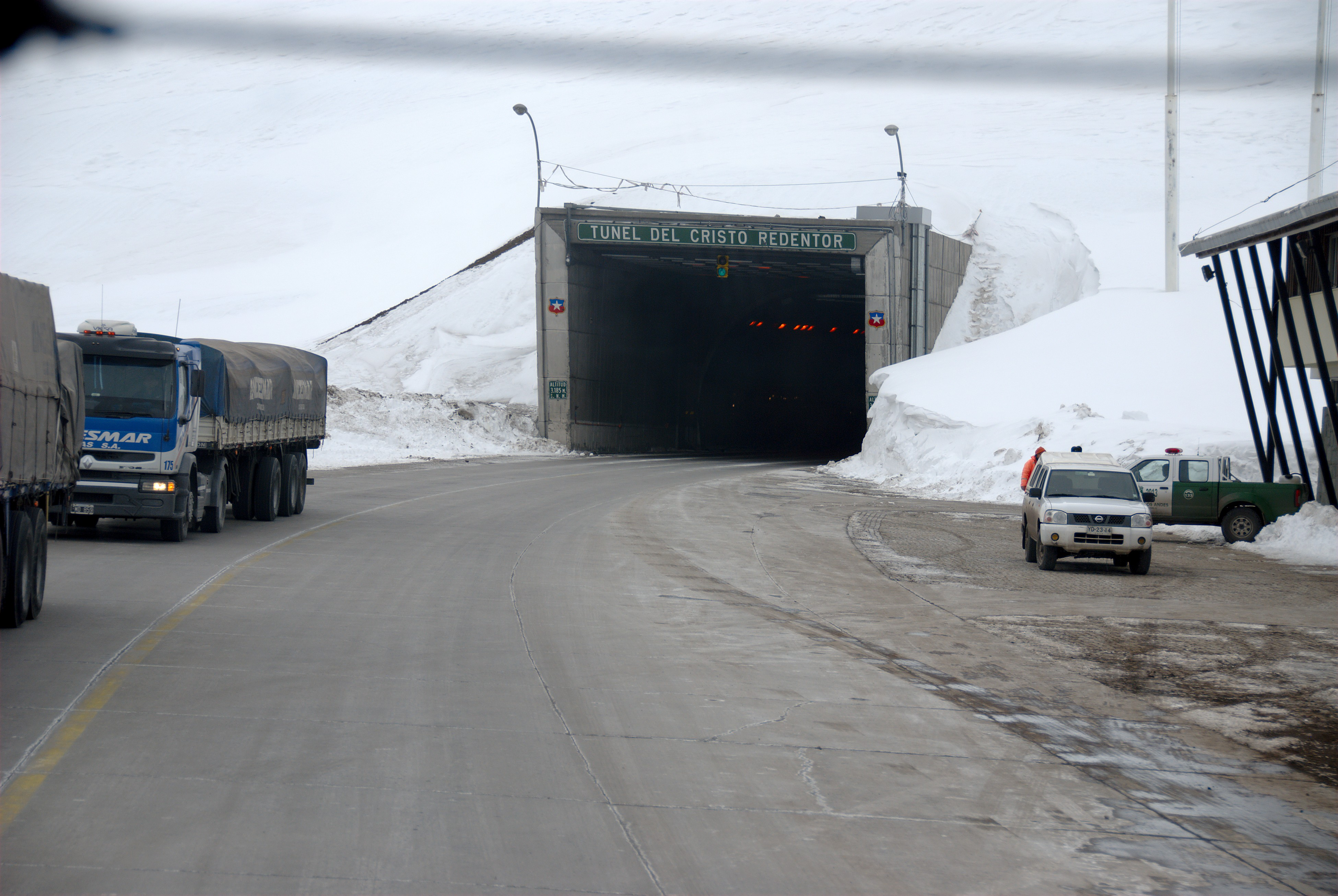
entrada al túnel cristo redentor en el lado chileno por la ruta 60 ch desde la aduana chilena

- kilómetro 0 Salida Puerto Valparaíso (Camino La Pólvora)
- Fin del Camino La Pólvora/Cruce Ruta 68
- Comienzo de la llamada Variante Agua Santa para seguir por la Autovía Las Palmas en Viña del Mar
- Comienzo del Viaducto Jardín Botánico/Enlace hacia Troncal Sur
- Enlace Las Palmas siguiendo por Troncal Sur hasta Peñablanca, donde comienza la Autopista Los Andes.
- Comienzo de Autopista Los Andes en Peñablanca
- Fin de la Autopista Los Andes en La Calera

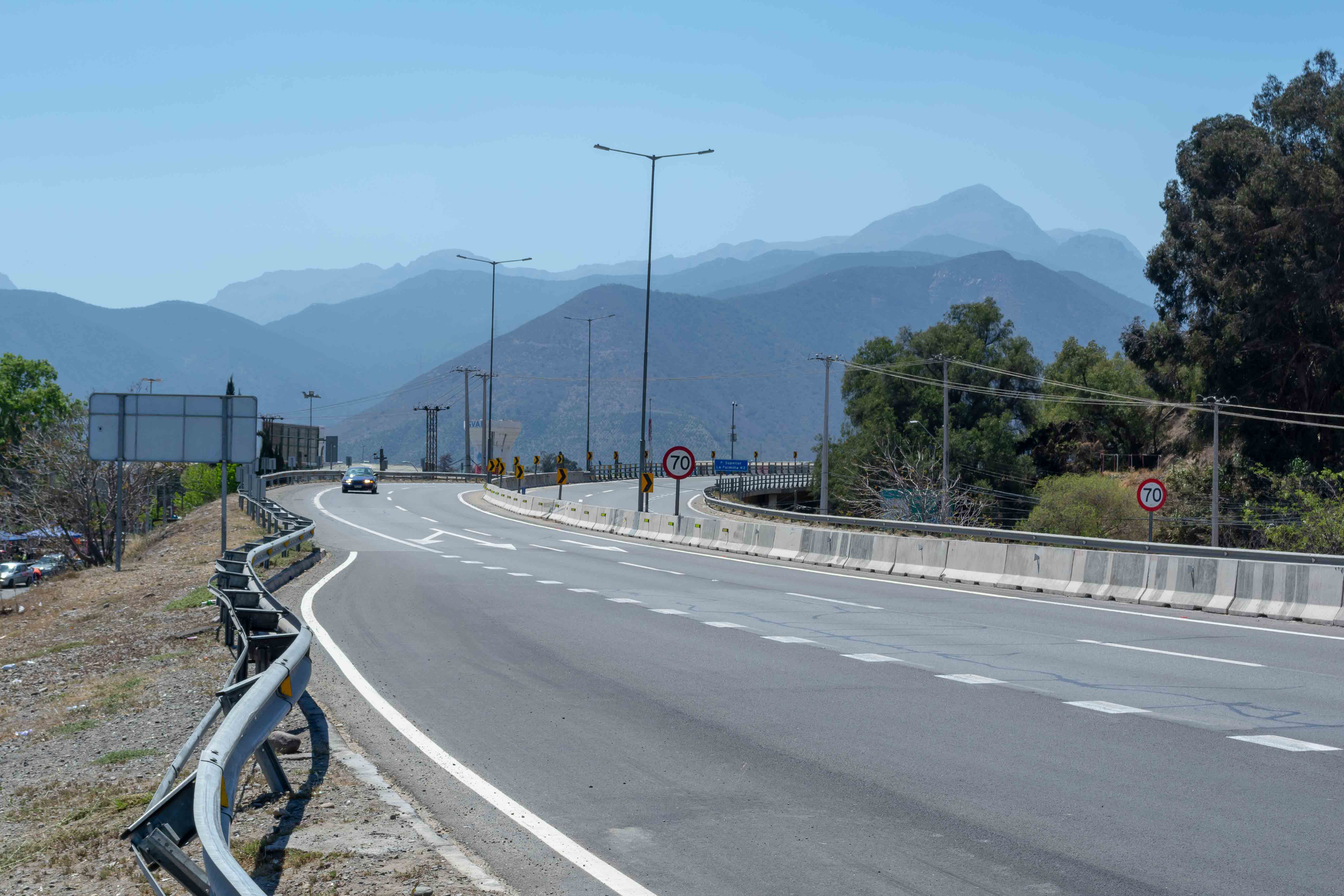

- kilómetro 70 Autopista del Aconcagua
- Comienzo de la Autopista Los Andes en Llay Llay
- Fin de la Autopista Los Andes en El Sauce
- entrada al túnel cristo redentor en el lado chileno por la ruta 60 ch desde la aduana chilena

## Cobro Fronterizo
- kilómetro 142 Oriente-Poniente Cristo Redentor

## Aduanas

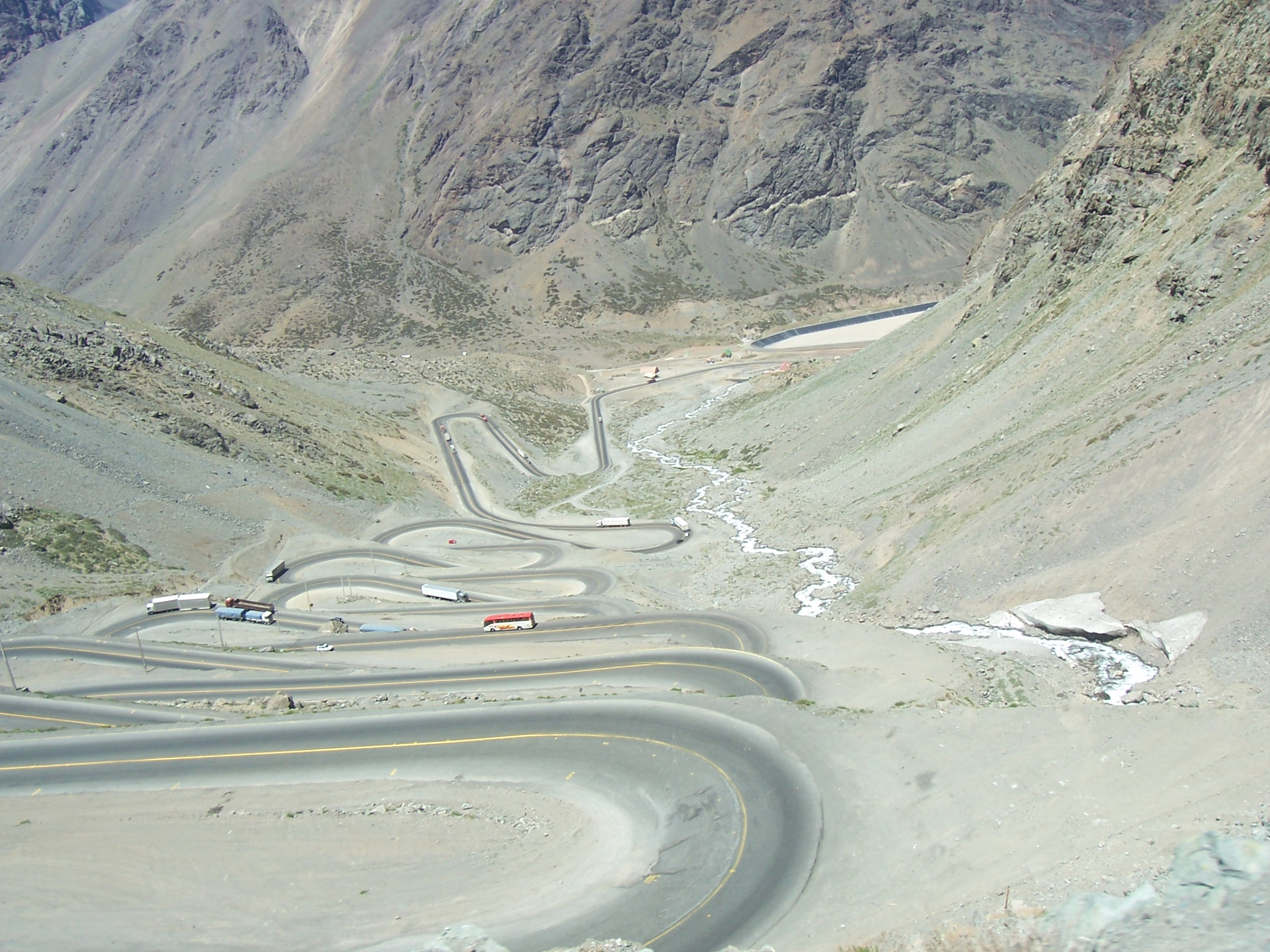
Cuesta Juncal, también llamada "Caracoles" en la CH-60.

- Complejo Fronterizo Los Libertadores Emplazado entre los macizos andinos a 3200 metros sobre el nivel del mar (SNM).
- Documentos Aduanas Chile, Servicio Agrícola Ganadero, Policía de Investigaciones (Interpol) y Carabineros en Los Libertadores.
- Horario El horario de atención es continuo en verano y en invierno de 8 a 20. Generalmente se define el cambio de temporada a través de un acuerdo entre los respectivos coordinadores de los complejos fronterizos (Los Libertadores y Horcones)
  - Invierno (15 de mayo–1 de septiembre): 8 a 20
  - Verano (2 de septiembre–14 de mayo): horario continuado

Se deben utilizar cadenas en nevadas, por lo cual se producen cierres eventuales en invierno.

## Sectores de la Ruta
- Viña del Mar Autovía Las Palmas, solo hasta el comienzo del Túnel Jardín Botánico, bajando a enlace para seguir por Troncal Sur.
- Viña del Mar·Villa Alemana Autovía Troncal Sur
- Villa Alemana·La Calera Autopista Los Andes. En La Calera con secciones de triple vía y adicionalmente a esas tres vías se le suman los caminos secundarios
- Llay Llay·El Sauce Autopista
- El Sauce·Paso Fronterizo Cristo Redentor Carretera Pavimentada
- Los Libertadores Túnel Caracoles
- Los Libertadores Túnel Cristo Redentor

- Datos: Q9071358
- Multimedia: Ruta 60-CH / Q9071358